# Qasr-e Chirin
Qasr-e Chirin est une ville de la province de Kermanshah en Iran. Son nom signifie littéralement : le Château de la Belle. Chirin (La Belle) est le prénom de l'épouse de Khosro Parviz (règne 590-628).

## Histoire

### Le traité de Qasr-e Chirin (1639)
Le « traité de Qasr-e Chirin » (parfois appelé « traité de Zahab »), met fin à la troisième guerre turco–séfévide (1623-1639) et, par là-même, à 150 ans de guerre larvée entre les Ottomans et les Séfévides. Le traité fixe les frontières entre les deux empires, en attribuant notamment la Mésopotamie à l'Empire ottoman.

### La guerre Iran / Irak (1980-1988)
En septembre 1980, des échauffourées se produisent sur la frontière vers Qasr-e Chirin avec des échanges de tirs d'artillerie des deux côtés. Plusieurs semaines après, Saddam Hussein abroge le traité de 1975. Il annonce que le Chatt-el-Arab doit revenir sous la souveraineté de l'Irak. Après le rejet par l'Iran de cette mainmise du Chatt-el-Arab, on entre dans une longue et très coûteuse guerre.
Fin septembre 1980, une manœuvre de diversion sur le front Nord est menée par une division d'infanterie irakienne contre la ville de Qasr-e Chirin et pénètre 30 km à l'intérieur du territoire iranien. Cette opération est stratégiquement significative car elle permet le contrôle de la route de Bagdad à Téhéran.
En décembre 1981 et janvier 1982, les armées iraniennes battent les armées irakiennes à Qasr-e Chirin. Les armées irakiennes, craignant de lourdes pertes, se refusent à reprendre l'initiative dans ce secteur.

## Monuments
Le site abrite un ensemble de monuments situés au nord-est de l'agglomération actuelle. Ce site comporte des éléments d'architecture sassanide et du début de la période islamique tels que le palais attribué à Khosro II Parviz, les restes d'une tour en pierre connue sous le nom de Ban Qal'eh et les restes d'un caravansérail de la période séfévide. Le site est inscrit sur la liste indicative de l'UNESCO depuis le 22/05/1997.

### Les fouilles récentes
Le site de Qasr-e Chirin a été fouillé pour la première fois en 1891, puis en 1910.
Les fouilles effectuées en 2006 ont permis de découvrir des argiles de la période d'Uruk (civilisation mésopotamienne ancienne). Au cours de ces fouilles des traces de toutes les époques ont été trouvées depuis la période médio-élamite, la période achéménide.
Une muraille de quarante km de long, construite par Khosro Parviz pour protéger la ville, a été découverte pendant ces mêmes fouilles. Ce mur se prolonge au-delà de la frontière avec l'Irak.
Un canal, creusé à l'époque sassanide, se termine en Irak. L'eau de la rivière Alvand entrait dans ce canal par une tranchée puis menait les eaux vers l'Irak. Ce canal en pierres recouvertes de stuc est considéré comme un des chefs-d'œuvre du génie civil en matière d'irrigation